# Galeta xopa

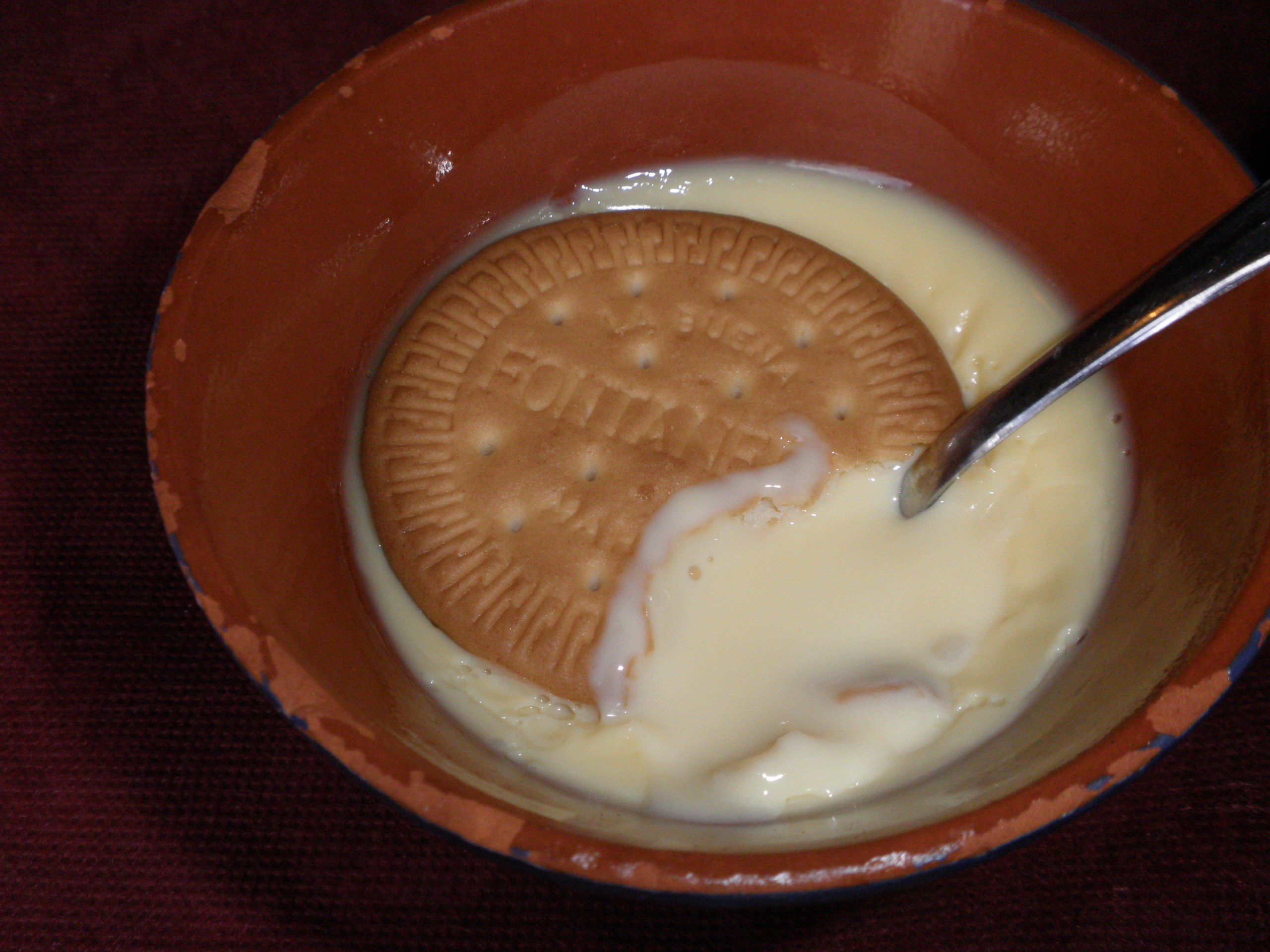
Una Galeta Maria en natilles.

El bescuit xop, de vegades també dit el joc del bescuit, joc de la galeta, galeta xopa, el bescuit agafatós, bescuits i crema o Cookie Ookie és un joc de masturbació humana que es va originar al Regne Unit en el qual els participants, tot homes, són al voltant d'un bescuit i s'han de masturbar fins a ejacular-hi a sobre: el darrer que ejacula ha de menjar el bescuit cobert del semen de tothom. El joc és també conegut a Austràlia com a SAO xopa a causa de la popular marca de galetes SAO. El terme bescuit xop es creu que es va crear al Regne Unit en algun moment de la dècada dels 60.
Encara que la terminologia pot variar lleugerament, la notabilitat del joc és tal que les variacions sobre el tema són diverses. En moltes novel·les i sèries angleses, el joc ha estat practicat sense cap censura.